# Buderus
Buderus var en storkoncern inom järnhantering och ståltillverkning med huvudkontor i Wetzlar. Budreus grundades 1731 av Johann Wilhelm Buderus som utvecklade det till ett av Europas största gjuterier. 2003 togs Buderus AG över av Robert Bosch GmbH. Edelstahlwerke Buderus AG såldes till Böhler-Uddeholm AG och Buderus Guss GmbH såldes till Orlando Management. Namnet Buderus lever kvar som varumärke som används av de numera åtskilda verksamheterna.
Friedrich Flick ägde delar av Buderus.